# КУД „Стари Костолац”
КУД „Стари Костолац” је културно-уметничко друштво из села Костолац основано 2012. године.
Фолклорна традиција у Селу Костолац негује се још од 1947. године. Ентузијасти из села окупљали су се ради неговања народне традиције и промовисања своје културе. Постојали су периоди активнијег и периоди пасивнијег рада чланова фолкорне групе. За веома кратко време, чланови фолклорног удружења, савладали су велики број кореографија. Освојили су и бројна признања и награде. Великим радом и трудом, друштво је успело да се опреми и квалитетним ношњама. Тренутно окупља око четрдесет чланова. Кореограф је Живко Гошев, а руководилац друштва Златимир Грујић.